# Де Хесус, Рональдо
Рона́льдо Навел де Хесу́с Ло́пес (исп. Ronaldo Nawel De Jesús López; род. 21 апреля 2001, San Patricio, Мисьонес) — парагвайский футболист, защитник клуба «Серро Портеньо». Участник Олимпийских игр 2024 в Париже.

## Клубная карьера
Де Хесус — воспитанник клуба «Серро Портеньо». 6 апреля 2023 года в поединке Кубка Либертадорес против эквадорской «Барселоны» Рональдо дебютировал за основной состав. 14 апреля в матче против «Спортиво Амелиано» он дебютировал в парагвайской Примере. 1 октября в поединке против Спортиво Амелиано Рональдо забил свой первый гол за «Серро Портеньо». 

## Международная карьера
В 2024 году де Хесус был включён в заявку олимпийской сборной Парагвая на участие в Олимпийских играх в Париже. На турнире он сыграл в матчах против команд Японии, Израиля, Мали и Египта.